# Tanaecia exul
Tanaecia exul är en fjärilsart som beskrevs av Anon 1980. Tanaecia exul ingår i släktet Tanaecia och familjen praktfjärilar. Inga underarter finns listade i Catalogue of Life.